# Cariré
Cariré là một đô thị thuộc bang Ceará, Brasil. Đô thị này có diện tích 756,893 km², dân số năm 2007 là 18554 người, mật độ 24,51 người/km².